# Камбърнолд
Кaмбърно̀лд (на английски: Cumbernauld, на гаелски Comar nan Allt) е град в централната част на Шотландия. Разположен е в област Северен Ланаркшър на около 10 km северно от Глазгоу. Създаден е през 1956 г., когато е отделен от Глазгоу поради пренаселване. Има жп гара и малко летище. Областният център Мъдъруел се намира на около 12 km южно от Къмбърнолд. Електроника, хранително-вкусова и химическа промишленост. Население 51 300 жители от преброяването през 2004 г.  Архив на оригинала от 2012-01-25 в Wayback Machine..

## Спорт
Представителният футболен отбор на града носи името ФК Клайд. Редовен участник е във второто ниво на шотландския футбол Шотландската първа дивизия.

## Побратимени градове
- Брон, Франция